# Szobiszowice
Szobiszowice (deutsch Petersdorf) ist ein Stadtteil der Stadt Gliwice (Gleiwitz) in Oberschlesien in Polen. Szobiszowice liegt zentral in der Stadt, nördlich von der Innenstadt.

## Geschichte

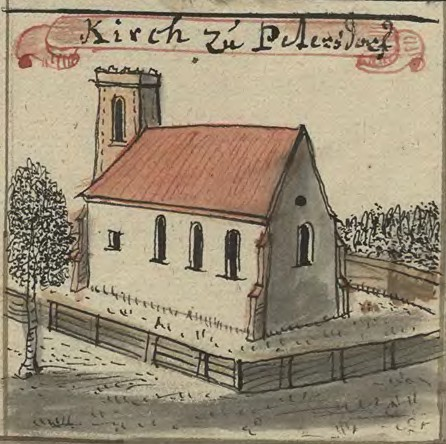
Kirche in Petersdorf im 18. Jahrhundert nach Friedrich Bernhard Werner

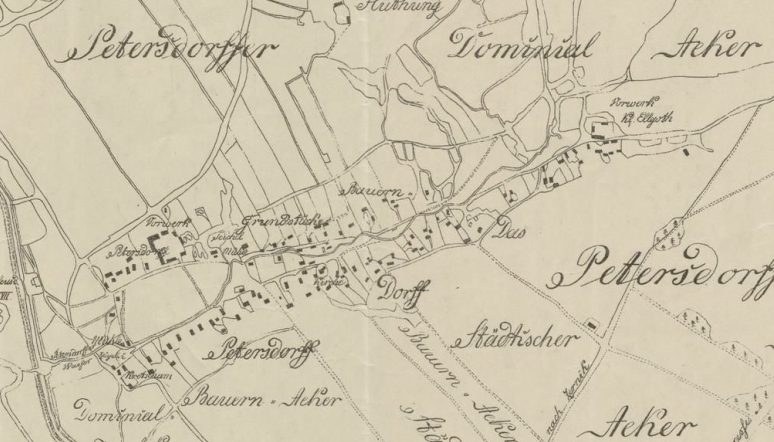
Petersdorf 1812

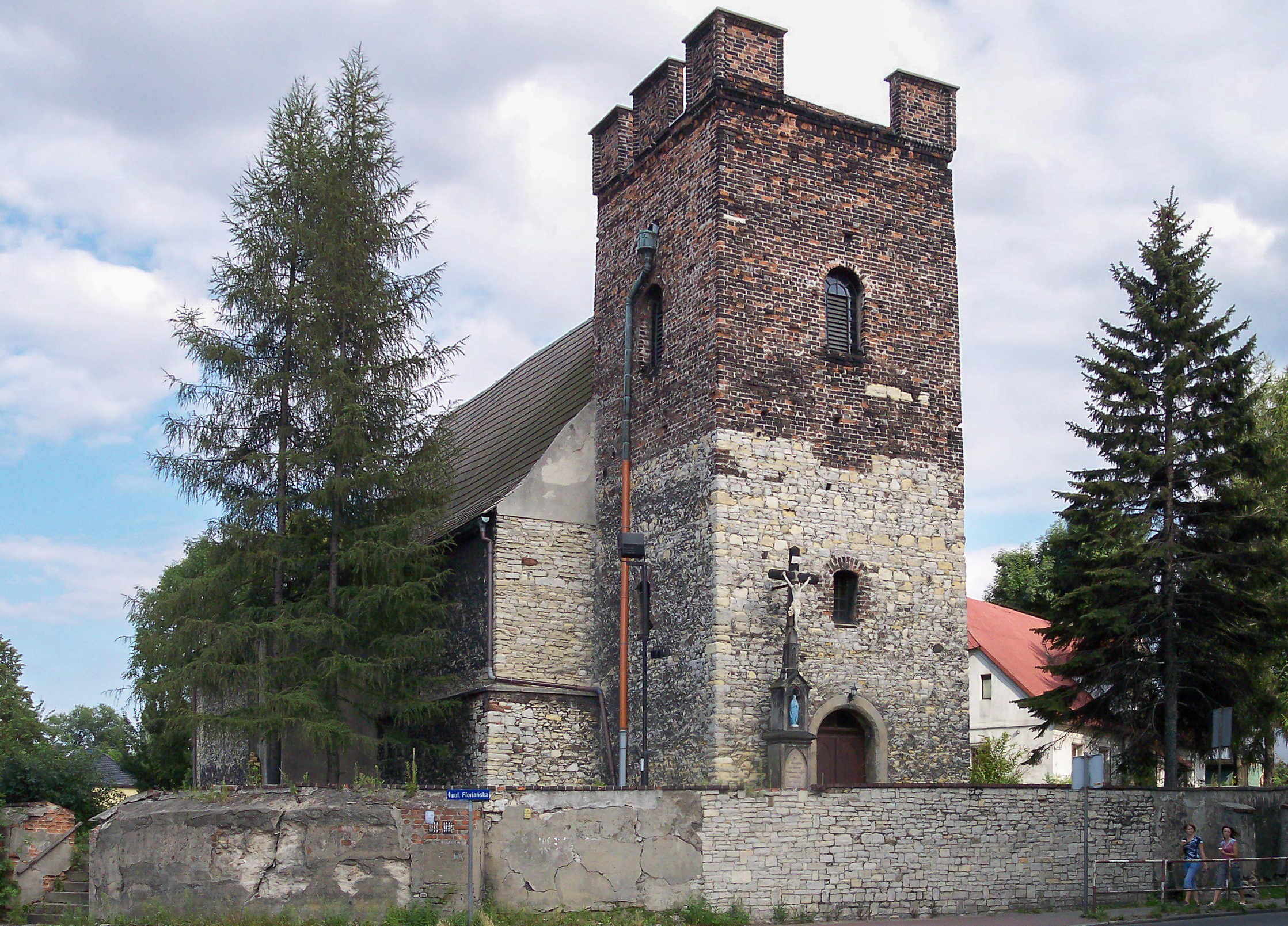
Alte Bartholomäuskirche

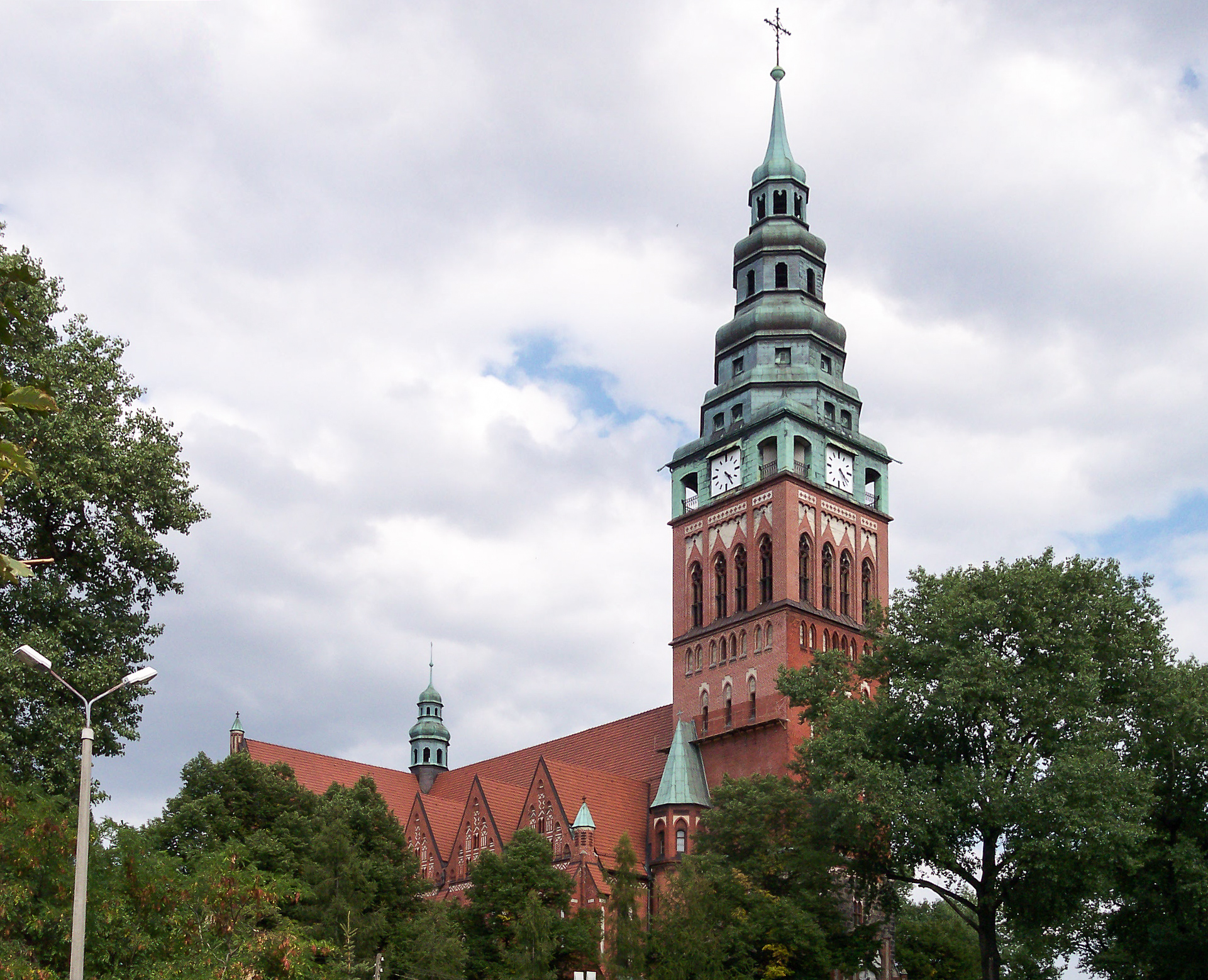
Neue Bartholomäuskirche

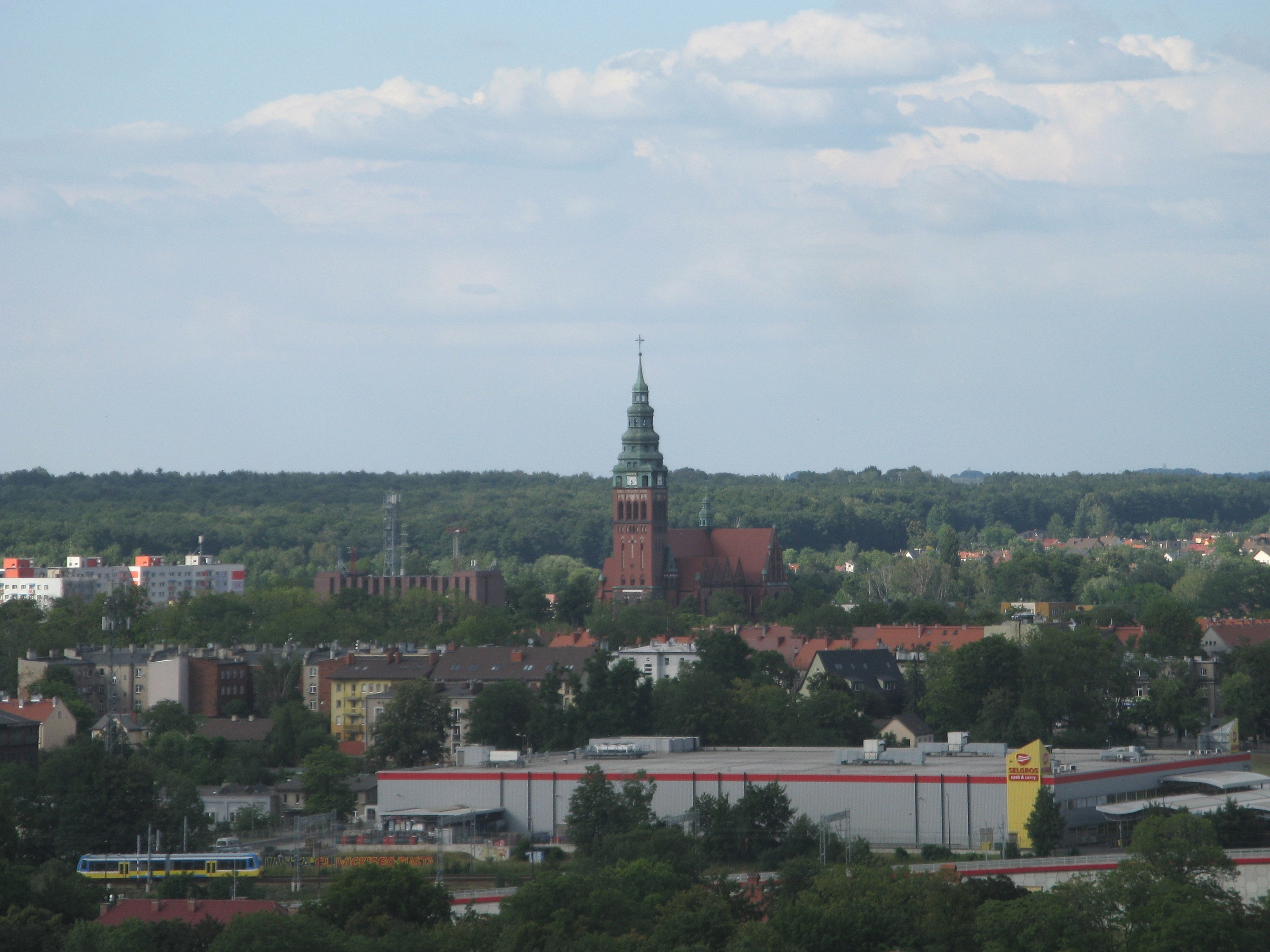
Blick auf Szobiszowice

Der Ort entstand spätestens im 13. Jahrhundert und wurde 1276 erstmals urkundlich als Sobischowitz erwähnt. Es fand Erwähnung bei der Veräußerung durch seinen Besitzer Graf Peter von Slaventaw, der den Ort Petersdorf an seinen Landsmann Hermann verkauft. Das Dorf wurde zudem nach fränkischem bzw. deutschem Recht ausgesetzt. 1302 folgte eine Erwähnung als Peterkowicz. Die Gleiwitzer Vorstadt um die Alte St.-Bartholomäus-Kirche aus dem 13. Jahrhundert war im Mittelalter Wirkungsstätte des Templerordens. 1295–1305 wurde der Ort im Liber fundationis episcopatus Vratislaviensis (Zehntregister des Bistums Breslau) urkundlich als „Novo Sobyssowitz“ erwähnt.
Der Ort wurde 1783 im Buch Beytrage zur Beschreibung von Schlesien als Petersdorf erwähnt, lag im Landkreis Tost und bestand aus zwei Anteilen. Der eine Anteil hatte 186 Einwohner, zehn Bauern, 23 Gärtner, eine katholische Kirche und eine Schule. Der andere Anteil gehörte der Stadt Gleiwitz und hatte zwei Vorwerke, 199 Einwohner, 21 Bauern, 14 Gärtner und drei Häusler. 1818 wurde der Ort als Petersdorf erwähnt. 1865 bestanden die Orte Städtisch Petersdorf und Petersdorf von Welczek. Städtisch Petersdorf hatte zu diesem Zeitpunkt 17 Bauernstellen, 14 Gärtner und 39 Häusler. Die katholische Schule entstand 1781, wurde 1826 neu erbaut und 1842 erweitert. 1865 hatte sie 230 Schüler. Petersdorf von Welczek hatte zwei herrschaftliche Vorwerke, eine Fabrik, zwölf Bauern, zehn Gärtner und 42 Häusler. Erst mit Einsetzen der Industrialisierung im 18. und 19. Jahrhundert stieg die Einwohnerzahl der Bevölkerung sprunghaft an.
Am 1. April 1897 wurden die Landgemeinden Petersdorf und Trynek in den neuen Stadtkreis Gleiwitz eingegliedert, zuvor war Petersdorf eine preußische Gemeinde im Landkreis Tost-Gleiwitz. Als Stadtteil von Gleiwitz erfuhr der Ort mehrfache Erweiterungen.
1945 kam der bis dahin deutsche Ort unter polnische Verwaltung und wurde anschließend der Woiwodschaft Schlesien angeschlossen und ins polnische Szobiszowice umbenannt. 1950 kam der Ort zur Woiwodschaft Kattowitz. 1999 kam der Ort zur neuen Woiwodschaft Schlesien. Im Februar 2008 wurde der östliche Teil von Szobiszowice, das sogenannte „Stadtwaldviertel“, zum neuen selbständigen Stadtteil Zatorze.

## Bauwerke und Sehenswürdigkeiten
In Szobiszowice befinden sich folgende Sehenswürdigkeiten:
- Alte St.-Bartholomäus-Kirche aus dem 13. Jahrhundert,
- Neue St.-Bartholomäus-Kirche (Rektoratskirche, poln. Kościół św. Bartłomieja),
- der hölzerne Sendefunkmast des ehemaligen Senders Gleiwitz,
- die ehemalige Gaststätte „Feldschlößchen“ in der Johannisstraße (heute ul. Swietojanska) 35, in der sich bereits um 1865 eine Schule befand, bevor um 1880 ein Restaurant eröffnet wurde, das bis 1945 durchgängig betrieben wurde (von 1929 bis 1945 von Johann Herzog)
- der Teufelsstein im Labander Wald

Ehemals in Szobiszowice, nunmehr durch Grenzverschiebung in Zatorze gelegen sind:
- Christus-König-Kirche (poln. Kościół Chrystusa Króla, Entwurf: Karl Mayr),
- Lindenfriedhof (poln. Cmentarz Lipowy) u. a. mit dem Kindergrabmal des Bildhauers Paul Ondrusch,
- Begräbnishalle (Kirkut) und Neuer jüdischer Friedhof (poln.  Nowy Cmentarz Żydowski)

Verschwundene bzw. nicht mehr auszumachende Denkmäler und Sehenswürdigkeiten sind u. a. das ehemalige Schloss und die sog. Schwedensäule.